# 33810 Tangirala
33810 Tangirala este o planetă minoră (asteroid) din centura de asteroizi. A fost descoperită pe 8 decembrie 1999 la Experimental Test Site⁠(d) de Lincoln Near-Earth Asteroid Research. 
Obiectul prezintă o orbită caracterizată de o semiaxă mare de 2,2850887 UAi, o excentricitate de 0,07, o înclinație de 3,74858 ° în raport cu ecliptica.